# 小田実
小田 実（おだ まこと、1932年〈昭和7年〉6月2日 - 2007年〈平成19年〉7月30日）は、日本の作家・政治運動家。体験記『何でも見てやろう』で一躍有名になった。日本に多い私小説を批判し、全体小説を目指した。ベトナムに平和を!市民連合の設立者の一人、九条の会の呼びかけ人の一人。妻は画家の玄順恵。

## 来歴

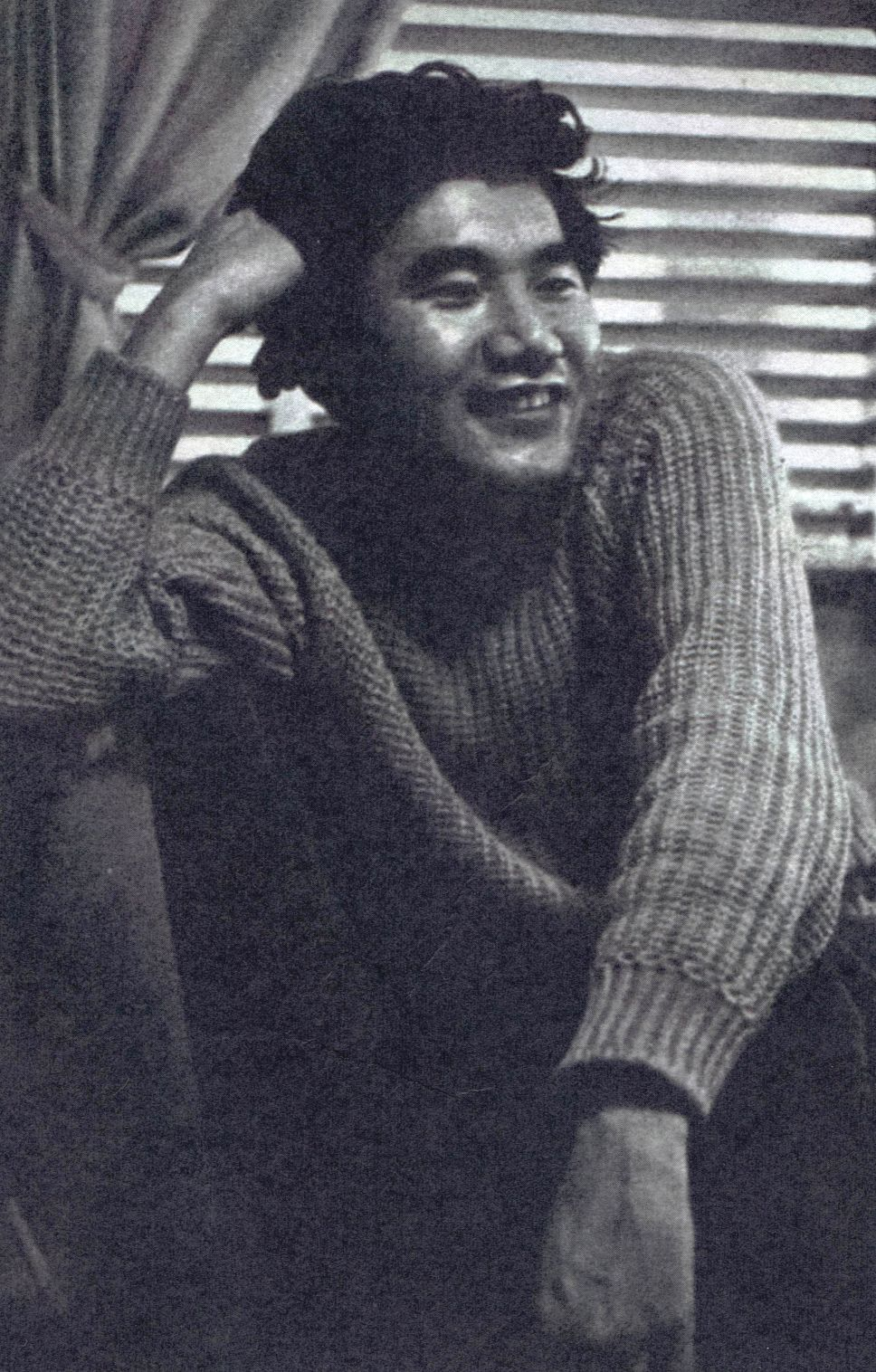
朝日新聞社『朝日ジャーナル』2月25日号(1962)より

大阪府大阪市出身。旧制天王寺中学（のち大阪府立天王寺高等学校）に入学するが、学制改革により新制大阪府立夕陽丘高等学校に進学し、東京大学文学部言語学科を卒業する。大学卒業後は代々木ゼミナールで英語科講師。
1958年（昭和33年）、米フルブライト基金により渡米。その後、一枚の帰国用航空券と持参金200ドルで世界一周旅行に出かけ、一泊1ドルのユースホステルなどに宿泊しながら、世界のあらゆる人たちと語りあった。現在のバックパッカーの走りともいえ、その体験記『何でも見てやろう』はベストセラー、書名はそのまま流行語にもなり小田実の名前も一躍有名になった。一枚の航空券をもって世界を駆け巡る習慣はその後も続き、小田実の作家活動・思想形成の基本的スタイルとなった。
1960年安保闘争の時期から、平和運動を開始する。

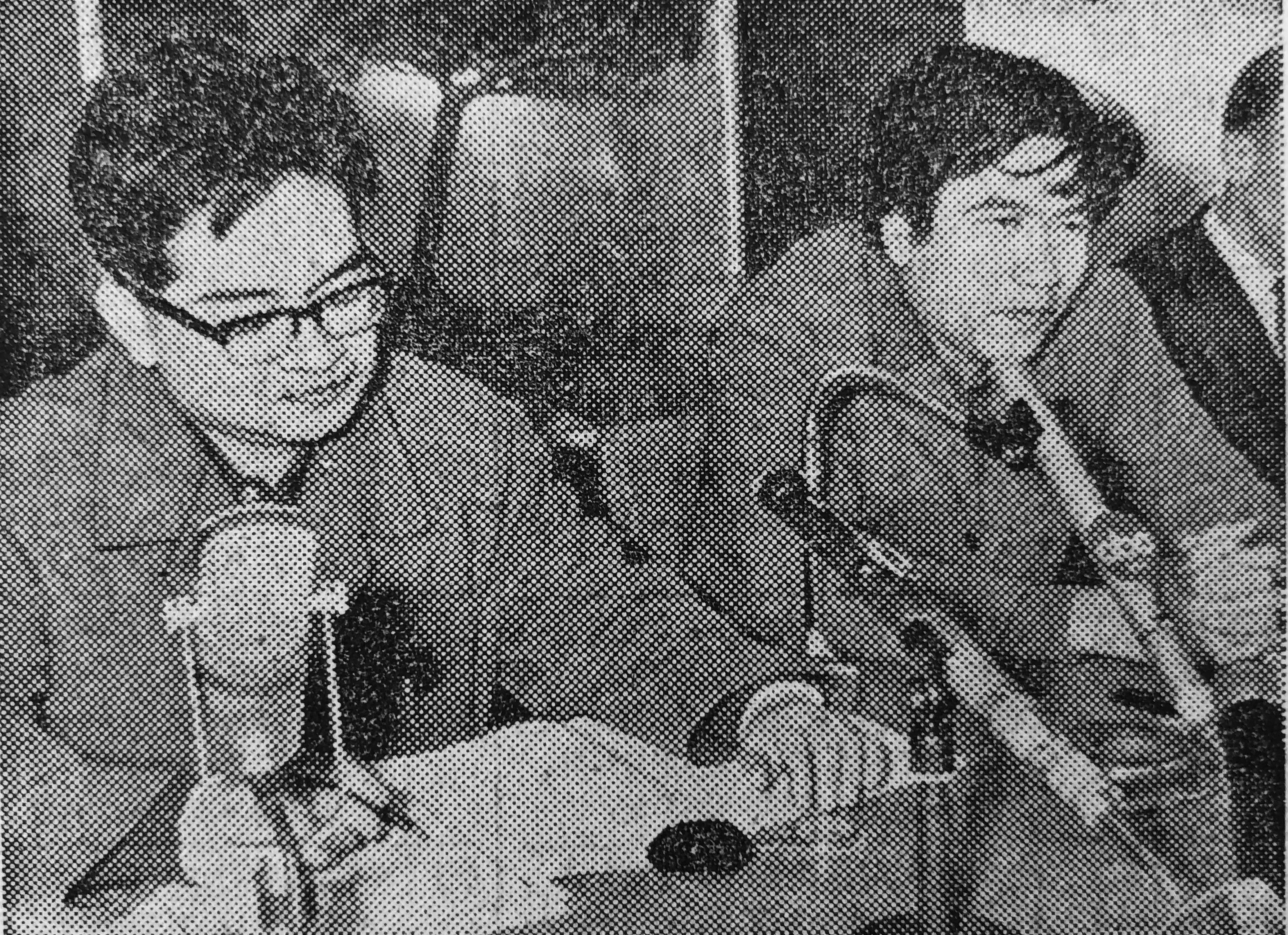
ベ平連の記者会見。鶴見俊輔と小田実（1967年11月13日）。

1965年（昭和40年）2月7日、アメリカが北ベトナム爆撃（北爆）を開始。反戦運動が高まる中、同年春、市民団体「声なき声の会」の事務局長を務めていた高畠通敏は鶴見俊輔に「北爆に対し無党派の市民として抗議したいが、『声なき声の会』では小さすぎる。政党の指令を受けないサークルの呼びかけで、ベトナム戦争を支援する日本政府に抗議するデモをやろう」と電話をかけた。鶴見と高畠は、当時西宮市に住んでいた小田を東京に呼び寄せ、同年4月24日に「ベトナムに平和を!市民文化団体連合」（のちの「ベトナムに平和を!市民連合」）を結成した。小田は代表に就任した。
1969年（昭和44年）11月、ワシントンD.C.で開催される反戦集会に参加するため渡米したが、アメリカの当局からはデモに参加しないこと、デモをアジらないことといった条件が附せられ、違反した場合には逮捕することを通告された。
1974年（昭和49年）の第10回参議院議員通常選挙に三里塚闘争の指導者である戸村一作が出馬すると、宇井純・浅田光輝らとともに「三里塚闘争と戸村一作氏に連帯する会」を発足させた。
1975年（昭和50年）3月13日、詩人の金芝河が反共法違反で再逮捕された。同年5月17日から19日にかけて、小田、大江健三郎、井出孫六、青地晨、日高六郎、真継伸彦、高史明、鄭敬謨らは金の即時釈放を訴え、数寄屋橋公園で48時間ハンガー・ストライキを行った。
一貫して市民の立場をとることを信条としている。左翼と見做される場合が多い。マルクス主義には懐疑的で、「マルクス主義における党組織論は、カトリックと似ている」、「マルクス主義者は真理を独占していると考えているが、人間の行動の動機は、財産欲による場合よりも性欲による場合が多い」などと述べている。2005年（平成17年）の衆議院議員選挙では、土井たか子が事実上の政界引退を表明したことに遺憾の意を表し、社会民主党支持を明らかにしている。
竹内洋によると、小田実は『何でも見てやろう』で一躍有名になった当時は、リベラル左派のように見えたという。しかし当時の論壇は、左翼によって席巻されていたため、小田は「良心的」扱いの右翼の扱いだったという。小田自身以下のように記している。
2007年（平成19年）7月30日午前2時5分、胃がんのため東京都内の病院で死去。75歳だった。

## 批判と評価

### 「北朝鮮の味方」
1970年代に当時の軍事政権に迫害された韓国の金大中の救出運動にも加わったものの、同時に朝鮮民主主義人民共和国（北朝鮮）を「地上の楽園」と賛美するキャンペーンを行った進歩的文化人を代表する一人でもあった。たとえば小田実は『私と朝鮮』（筑摩書房、1977年）の中で、
と書いている。また、訪朝した際には金日成にインタビューを行ない、記事は月刊プレイボーイに掲載されている。
そして北朝鮮側が日本人拉致を認めた後は、
と、北朝鮮による日本人拉致の責任を日朝国交樹立の遅れに求めている。また、北朝鮮の諸問題の原因は日本をまねたためだ、というような発言を自身のホームページのコラム新・西雷東騒』第4回に書き、『週刊新潮』2006年11月30日号「『ベ平連・小田実』は今も『北朝鮮の味方』という証明」により批判された。
1963年（昭和38年）夏に韓国広報部の招待で訪韓し、「韓国何でも見てやろう」（『中央公論』、1963年11月号）を発表したが、当時左翼は、社会主義=北朝鮮=善、韓国=アメリカ帝国主義の手先の構図であったため、訪韓しただけで「新手の右」「敵」扱いされ、『中央公論』（1964年9月号）で藤島宇内と対談、藤島は「韓国何でも見てやろう」を「池田首相が国会答弁でいっていたことと同じだったんだよ」と酷評、小田は「藤島さんも、北鮮のことについて、もっと素直に批判なさったらいい」と反論しており、「後年の北朝鮮礼賛（『私と朝鮮』、『北朝鮮の人びと』）」とは異なる反応をしている。竹内洋によると、そのようなスタンスであったからこそ、宇都宮徳馬から「資金は自分が出すから自民党の『平和憲法』擁護派として選挙に出てくれ」と依頼されたという。

### 『冷え物』糾弾事件
1969年（昭和44年）7月、在日朝鮮人や被差別部落民を扱った小説『冷え物』を発表。この作品における「四つ」「エタ」などの表現を部落解放同盟が問題とした。
これを受け、1971年（昭和46年）3月8日、「関西部落問題研究会」を名乗る団体のメンバー約10人が部落解放同盟の代理人を買って出る形でベ平連事務所に押しかけ、『冷え物』を差別小説として小田実とベ平連を糾弾し、作品の抹殺を要求。このとき「関西部落問題研究会」は、応対に出た吉川勇一に対し、重いスパナを手の中で回す、吉川の机に太い錐を突き刺して脅す、丸めた新聞紙で吉川の頭を殴るなどの狼藉を働き、対話はほとんど成立しなかった。
これに対し、小田は1971年（昭和46年）11月、『ある手紙』を書いて「関西部落問題研究会」の要求を退けると共に、「『冷え物』に同じ長さの批判文を含めて一冊の本として出版したいので、批判文を書いてもらいたい」と提案。すると「関西部落問題研究会」が姿を消してしまったため、部落解放同盟の土方鐵に批判文の執筆を依頼。結局、土方による「『冷え物』への私の批判」を併録する形で、1975年、河出書房新社から『冷え物』を出版した。

### 本島等銃撃事件での談話
1990年（平成2年）1月18日に発生した本島等・長崎市長への銃撃事件に際して、「日本は自由主義のはずではないのか。自由主義の根幹は言論の自由だ。それなのに、ルーマニアのチャウシェスク政権と同じような体制を作ろうと考えている人々が存在するということだ」という談話を出した。

### 阪神・淡路大震災
阪神・淡路大震災の体験から「自衛隊を災害救助隊に」と活動していた。しかし一方で、震災の時に「俺は被災した。なんでマスコミは、被災した俺のところにインタビューにこないんだ」云々言っていることを、自分はひとかどの見識を持っていて、被災したんだから、俺のところに取材にくるのは当然だ、と考えている呆れたやつ、指導者気取りの最悪のやつ、と吉本隆明に評されている。

### 作家活動
多くの小説・評論・エッセイを出しており、中でも代表作である1961年（昭和36年）の『何でも見てやろう』（河出書房新社）は多くの若者達に支持され、当時のベストセラーとなった。1988年（昭和63年）に『HIROSHIMA』でチュニスでのアジア・アフリカ作家会議によりロータス賞、1997年（平成9年）に短編「『アボジ』を踏む」で川端康成文学賞をそれぞれ受賞した。

## 著書

### 単著
- 『明後日の手記』河出書房、1951年。NDLJP:1642632。 のち角川文庫
- 『わが人生の時』河出書房、1956年。NDLJP:1645243。 のち角川文庫
- 『何でも見てやろう』河出書房新社、1961年。 のち角川文庫、講談社文庫
- 『アメリカ』河出書房新社、1962年。NDLJP:1649289。 のち角川文庫
- 『日本を考える』河出書房新社、1963年。
- 『大地と星輝く天の子』講談社、1963年。 のち文庫、岩波文庫
- 『壁を破る 世界のなかの体験と思想』中央公論社、1964年。
- 『日本の知識人』筑摩書房、1964年。　のち講談社文庫
- 『戦後を拓く思想』講談社、1965年。
- 『泥の世界』河出書房新社、1965年。 のち旺文社文庫
- 『小田実の受験教育』河出書房新社、1966年。 のち講談社文庫
- 『平和をつくる原理』講談社、1966年。
- 義務としての旅 1967 (岩波新書)
- 現代史 河出書房新社 1968 長篇小説叢書 のち講談社文庫
- 人間・ある個人的考察 筑摩書房 1968
- 終結のなかの発端 世界を歩く 河出書房新社 1969
- 難死の思想 文藝春秋 1969　のち岩波同時代ライブラリー、現代文庫
- 原点からの旅 気楽で重い日本 徳間書店 1969
- 人間のなかの歴史 講談社 1969
- 小田実全仕事 全10巻 河出書房新社 1970-78
- 何を私たちは始めているのか 三一書房 1970
- 問題のなかでしゃべる 対話集 講談社 1970
- 世直しの倫理と論理 1972 (岩波新書)
- 空間と時間の旅 河出書房新社 1972
- 「生きつづける」ということ 筑摩書房 1972
- 二つの「世の中」 筑摩書房 1973
- ガ島 講談社 1973 のち文庫
- 自立する市民 朝日新聞社 1974
- 状況から 岩波書店 1974
- 「ベトナム」の影 中央公論社 1974
- 「鎖国」の文学 講談社 1975
- 『冷え物』河出書房新社、1975年1月1日。
- 『羽なければ』河出書房新社、1975年1月1日。
- 私と天皇 筑摩書房 1975 「私と天皇・人びとのなかの天皇」 文庫
- 小田実評論集 1-2 講談社文庫 1976-78
- 地図をつくる旅 文藝春秋 1976 のち文庫
- 「殺すな」から 筑摩書房 1976
- 『私と朝鮮』筑摩書房、1977年8月10日。NDLJP:12172988。
- 列人列景 講談社 1977.8
- 円いひっぴい 河出書房新社 1977.12
- タコを揚げる ある私小説 筑摩書房 1978.12
- 『「北朝鮮」の人びと』潮出版社、1978年2月25日。NDLJP:12172232。
- 変革の文学 対談集 1978.3 (旺文社文庫)
- 「共生」への原理 筑摩書房 1978.4
- 人びとはみんな同行者 人びとのなかで自分をつかむ 青春出版社 1978.6
- 旅は道連れ、世は情け 旅人の記録 角川書店 1978.7
- タダの人の思想から 対談集 1978.6 (旺文社文庫)
- 「民」の論理,「軍」の論理 1978.8 (岩波新書)
- 世界が語りかける 1977-1979 集英社 1979.7 のち文庫
- 死者にこだわる 筑摩書房 1979.11
- 基底にあるもの 筑摩書房 1980.9
- 小説世界を歩く 漱石からジョン・オカダまで 河出書房新社 1980.1
- 歴史の転換のなかで 21世紀へ 1980.1 (岩波新書)
- 天下大乱を行く イラン・アラブ 1979-1980 集英社 1980.4 のち文庫
- Hiroshima 講談社 1981.6 のち文芸文庫
- 海冥 太平洋戦争にかかわる十六の短篇 講談社 1981.8 のち文芸文庫
- 二つの「戦後」を旅する 朝日新聞社 1981.9
- 小田実の反戦読本 第三書館 1982.9
- 何でも語ろう 話の特集 1982.6
- 状況と原理 筑摩書房 1982.7
- 世界を輪切りにする 1980-1982 集英社 1982.6
- 小田実の反核読本 第三書館 1983.6
- 長崎にて 未来にかかわる 筑摩書房 1983.9
- 「ベトナム以後」を歩く 1984.1 (岩波新書)
- 状況への散歩 常識から考える 小田実エッセイ集 日本評論社 1984.11
- 「問題」としての人生 1984.12 (講談社現代新書)
- わたしの中国わたしの太平洋 1982～1984 集英社 1984.12
- 風河 河出書房新社 1984.9
- 毛沢東 岩波書店 1984.10 (20世紀思想家文庫)
- D 中央公論社 1985.6
- 人間みなチョボチョボや 毎日新聞社 1985.10
- われ＝われの哲学 1986.6 (岩波新書)
- ベルリン日録 講談社 1987.5
- ベルリン物語 集英社 1987.9
- 中国体感大観 筑摩書房 1987.9
- 強者の平和弱者の反戦 日本評論社 1987.8
- 西ベルリンで見たこと日本で考えたこと 毎日新聞社 1988.9
- 小田実の英語50歩100歩 「自まえの英語」をどうつくるか 河合ブックレット 1989.10
- 批判と夢と参加 市民・文学・世界 小田実文集 筑摩書房 1989.11
- オモニ太平記 朝日新聞社 1990.10 のち朝日文芸文庫、講談社文芸文庫
- ベトナムから遠く離れて 1-3 講談社 1991.9
- 民岩大閤記 朝日新聞社 1992.4
- 生きとし生けるものは 講談社 1992.9
- 異者としての文学 河合文化教育研究所 1992.9
- 小田実全小説 1、8-10 第三書館 1992.12
- 西宮から日本、世界を見る 話の特集 1993.1
- 『「殺すな」と「共生」―大震災とともに考える』岩波書店〈岩波ジュニア新書〉、1995年4月20日。ISBN 9784005002528。
- 「ベ平連」・回顧録でない回顧 第三書館 1995.1
- 激動の世界で私が考えて来たこと 近代文芸社 1996.2
- 玄 講談社 1996.3
- 被災の思想難死の思想 朝日新聞社 1996.4
- でもくらてぃあ 「人間は殺されてはならない」・「人間の国」「人間の文明」の構築へ 筑摩書房 1996
- ゆかりある人びとは… 春秋社 1997.2
- XYZ 講談社 1997.3
- 大阪シンフォニー 中央公論社 1997.3
- 暗潮 大阪物語 河出書房新社 1997.9
- これは「人間の国」か 西方ニ異説アリ 筑摩書房 1998.1
- 「アボジ」を踏む 講談社 1998.3 のち文芸文庫
- 玉砕 新潮社 1998.5
- さかさ吊りの穴 「世界」十二篇 講談社 1999.6
- 『小田実評論撰』 1巻、筑摩書房、2000年10月1日。ISBN 9784480704412。
- 『小田実評論撰』 2巻、筑摩書房、2001年3月1日。ISBN 9784480704429。
- 『小田実評論撰』 3巻、筑摩書房、2001年7月1日。ISBN 9784480704436。
- 『小田実評論撰』 4巻、筑摩書房、2002年7月1日。ISBN 9784480704443。
- ひとりでもやる、ひとりでもやめる 「良心的軍事拒否国家」日本・市民の選択 筑摩書房 2000.3
- 小田実の世直し大学 筑摩書房 2001.9
- くだくうめくわらう 新潮社 2001.11
- 深い音 新潮社 2002.6
- 戦争か、平和か 「9月11日」以後の世界を考える 大月書店 2002.12
- 子供たちの戦争 講談社 2003.7
- 小田実のアジア紀行 大月書店 2003.10
- 随論・日本人の精神 筑摩書房 2004.8
- 市民の文(思索と発言 1) 岩波書店 2005.8
- 西雷東騒(思索と発言 2) 岩波書店 2005.8
- 終らない旅 新潮社 2006.11
- 9.11と9条 小田実平和論集 大月書店 2006.11
- 『中流の復興』日本放送出版協会〈生活人新書〉、2007年6月。ISBN 9784140882245。
- 生きる術としての哲学 小田実最後の講義 岩波書店 2007.10
- 河 1-3 集英社 2008

### 共著・編著・共編著
- 世界カタコト辞典 開高健共著 文藝春秋新社 1965 のち文庫
- ベトナムのアメリカ人 残虐行為とその意味（編）合同出版 1966 (パピルス双書)
- 反戦のすすめ 小中陽太郎共著 三一書房 1967 (高校生新書)
- 平和を呼ぶ声 ベトナム反戦・日本人の願い 鶴見俊輔,開高健共編 番町書房 1967
- 反戦の論理 全国縦断日米反戦講演記録 鶴見俊輔,開高健共編 河出書房新社 1967
- 市民運動とは何か ベ平連の思想（編）徳間書店 1968
- 大逃走論 政治的行動への自由 安岡章太郎対話 毎日新聞社 1969
- 変革の思想を問う 高橋和巳,真継伸彦共編 筑摩書房 1969
- ベ平連とは何か 人間の原理に立って反戦の行動を（編）徳間書店 1969
- 脱走兵の思想 国家と軍隊への反逆 鈴木道彦,鶴見俊輔共編著 太平出版社 1969
- ベ平連（編）三一新書 1969
- 反戦と変革 抵抗と平和への提言 鶴見俊輔共編 学芸書房 1969
- 『季刊 人間として』小田実　開高健　柴田翔　高橋和巳　真継伸彦 (共同編集)　筑摩書房 1970 - 1971
- 人間の原理を求めて 揺れ動く世界に立って 対談森有正 筑摩書房 1971
- 裁く 民衆が日本の軍国主義を（編）合同出版 1971
- 対話篇 中村真一郎 人文書院 1973
- くらしの中の男二人 対談深沢七郎 現代史資料センター出版会 1973
- 市民の暦 鶴見俊輔,吉川勇一共編 朝日新聞社 1973
- 世界の中の韓国問題 緊急討論韓国問題国際会議の記録（編）潮出版社 1976.12
- アジアを考える アジア人会議の全記録（編）潮新書 1976
- 天下大乱を生きる 司馬遼太郎対話 潮出版社 1977.4 のち河出文庫
- 見る。書く。写す。 天下縦横無尽 三留理男撮影 潮出版社 1977.11
- 韓国に自由と正義を! '81韓国民主化支援緊急世界大会 郭東儀共編 第三書館 1981.11
- 「教科書」をアジア人と考える 市民として考えよう・教育 ASKOD共著 三友社出版 1983.4
- 「虚業」の大阪が「虚像」の日本をつくった 山本健治共著 経林書房 1988.5
- 東と西と南と北と マコトとマサルのイラストノート 橋本勝 第三書館 1991.8
- 東へ西へ南へ北へ マコトとマサルのイラストノート 橋本勝 第三書館 1993.4
- 英語の殺し文句 もっと英語で自分を主張しよう 華麗なる説得技法 牛島秀彦共著 KKベストセラーズ 1993.3 (ワニの本)
- われ=われの旅 NY・ベルリン・神戸・済州島 玄順恵共著 岩波書店 1996.10(シリーズ旅の本箱)
- 「人間の国」へ 日米・市民の対話 D.デリンジャー 藤原書店 1999.3
- 都市と科学の論理 阪神・淡路大震災がつきつけたもの 武谷三男対談 こぶし書房 1999.5
- 崇高について ロンギノス共著 河合文化教育研究所 1999.2
- ラディカルに〈平和〉を問う 木戸衛一共編 法律文化社 2005.8
- 憲法九条を語る 日本国憲法九条は体をはって世界平和を護っている 小森陽一共著 五月書房 2006
- 玉砕/Gyokusai ティナ・ペプラー,ドナルド・キーン共著 岩波書店 2006.9
- 手放せない記憶 私が考える場所 鶴見俊輔共著 編集グループSURE 2007.4

### 翻訳
- ソンミ ミライ第4地区における虐殺とその波紋 セイムア・ハーシュ 草思社 1970
- いやし難い記憶 エドムンド・デスノエス 筑摩書房 1972